# Cucullia mauretanica
Cucullia mauretanica là một loài bướm đêm trong họ Noctuidae.